# Kocerhine, Bahciîsarai
Kocerhine (în ucraineană Кочергіне) este un sat în comuna Kaștanî din raionul Bahciîsarai, Republica Autonomă Crimeea, Ucraina.

## Demografie
Componența lingvistică a localității Kocerhine
     Rusă (58,56%)
     Ucraineană (15,05%)
     Tătară crimeeană (8,04%)
     Alte limbi (0,42%)
Conform recensământului din 2001, majoritatea populației localității Kocerhine era vorbitoare de rusă (58,56%), existând în minoritate și vorbitori de ucraineană (15,05%) și tătară crimeeană (8,04%).